# Parafia św. Idziego Opata w Zborówku
Parafia świętego Idziego Opata w Zborówku – parafia rzymskokatolicka, znajdująca się w diecezji kieleckiej, w dekanacie stopnickim.
Parafia została erygowana prawdopodobnie w XII wieku.